# Fluorid jodistý
Fluorid jodistý je anorganická sloučenina se vzorcem IF7. Patří mezi halogenidy (dokonce jde o interhalogen, tedy dvouprvkovou sloučeninu obsahující dva různé halogeny) s prvkem v oxidačním čísle VII. Jeho husté páry mají štiplavě plesnivý zápach.

## Příprava
Fluorid jodistý se připravuje přechodem fluoru přes kapalný IF5 při teplotě 90 °C a následným zahříváním par na 270 °C:
IF5 + F2 → IF7.
Většinou se do reakční směsi přidává vysušené palladium nebo jodid draselný pro eliminování vzniku IOF5.

## Bezpečnost
Fluorid jodistý je vysoce dráždivý pro kůži a sliznice. Také se jedná o silný oxidant, který může způsobit požár při doteku s organickým materiálem.